# La Ròca Vielha
Laroquevieille és un municipi francès situat al departament de Cantal i a la regió d'Alvèrnia-Roine-Alps. L'any 2007 tenia 359 habitants.

## Demografia

### Població
El 2007 la població de fet de Laroquevieille era de 359 persones. Hi havia 142 famílies de les quals 32 eren unipersonals (8 homes vivint sols i 24 dones vivint soles), 47 parelles sense fills, 55 parelles amb fills i 8 famílies monoparentals amb fills.
La població ha evolucionat segons el següent gràfic:
Habitants censats

### Habitatges
El 2007 hi havia 220 habitatges, 147 eren l'habitatge principal de la família, 55 eren segones residències i 18 estaven desocupats. 214 eren cases i 6 eren apartaments. Dels 147 habitatges principals, 120 estaven ocupats pels seus propietaris, 21 estaven llogats i ocupats pels llogaters i 6 estaven cedits a títol gratuït; 11 tenien dues cambres, 22 en tenien tres, 58 en tenien quatre i 56 en tenien cinc o més. 32 habitatges disposaven pel capbaix d'una plaça de pàrquing. A 51 habitatges hi havia un automòbil i a 76 n'hi havia dos o més.

### Piràmide de població
La piràmide de població per edats i sexe el 2009 era:
| Homes | Edats   | Dones |
| ----- | ------- | ----- |
| 0     | 95 o +  | 0     |
| 0     | 90 a 94 | 0     |
| 4     | 85 a 89 | 4     |
| 0     | 80 a 84 | 0     |
| 4     | 75 a 79 | 8     |
| 0     | 70 a 74 | 4     |
| 24    | 65 a 69 | 12    |
| 4     | 60 a 64 | 8     |
| 8     | 55 a 59 | 8     |
| 24    | 50 a 54 | 12    |
| 12    | 45 a 49 | 16    |
| 20    | 40 a 44 | 8     |
| 12    | 35 a 39 | 16    |
| 8     | 30 a 34 | 4     |
| 8     | 25 a 29 | 8     |
| 4     | 20 a 24 | 12    |
| 16    | 15 a 19 | 8     |
| 16    | 10 a 14 | 12    |
| 4     | 5 a 9   | 20    |
| 0     | 0 a 4   | 0     |

## Economia
El 2007 la població en edat de treballar era de 243 persones, 177 eren actives i 66 eren inactives. De les 177 persones actives 164 estaven ocupades (93 homes i 71 dones) i 13 estaven aturades (4 homes i 9 dones). De les 66 persones inactives 35 estaven jubilades, 11 estaven estudiant i 20 estaven classificades com a «altres inactius».

### Ingressos
El 2009 a Laroquevieille hi havia 152 unitats fiscals que integraven 356 persones, la mediana anual d'ingressos fiscals per persona era de 16.280 €.

### Activitats econòmiques
Dels 8 establiments que hi havia el 2007, 1 era d'una empresa de fabricació d'elements pel transport, 1 d'una empresa de construcció, 1 d'una empresa de comerç i reparació d'automòbils, 1 d'una empresa de transport, 1 d'una empresa d'hostatgeria i restauració, 1 d'una empresa immobiliària, 1 d'una entitat de l'administració pública i 1 d'una empresa classificada com a «altres activitats de serveis».
L'únic servei als particulars que hi havia el 2009 era una lampisteria.
L'any 2000 a Laroquevieille hi havia 20 explotacions agrícoles que ocupaven un total de 1.008 hectàrees.

## Equipaments sanitaris i escolars
El 2009 hi havia una escola elemental integrada dins d'un grup escolar amb les comunes properes formant una escola dispersa.

## Poblacions més properes
El següent diagrama mostra les poblacions més properes.